# Direktmandat
Als Direktmandat wird in Deutschland ein Parlamentsmandat bezeichnet, das der Bewerber erringt, der bei einer Parlamentswahl in einem Wahlkreis die meisten Stimmen erhält. Bei der in Deutschland üblichen personalisierten Verhältniswahl erhält eine Partei für in den Wahlkreisen gewonnene Sitze entsprechend weniger Listenmandate, so dass Direktmandate grundsätzlich keinen Einfluss auf die Sitzzahlen der Parteien im Parlament haben. Dagegen hängen bei einem Mehrheitswahlrecht wie beispielsweise in Großbritannien oder den USA die Sitzzahlen der Parteien ausschließlich von ihren Erfolgen in den Wahlkreisen ab.

## Deutschland

### Bundestagswahlen
299 Abgeordnete des Deutschen Bundestages werden direkt in ihrem Bundestagswahlkreis gewählt. Mindestens weitere 299 (299 plus eventuelle Ausgleichsmandate) werden über die Wahlliste ihrer Partei gewählt (Listenkandidat). Die Erststimme und die Zweitstimme können unabhängig voneinander gegeben werden. Die Direktmandate werden bei der Wahl zum Deutschen Bundestag nach dem Bundeswahlgesetz durch die Erststimmen vergeben.
Nach dem Bundestagswahlrecht treten in jedem Wahlkreis Kandidaten der politischen Parteien und eventuell parteiunabhängige Kandidaten, sogenannte Einzelbewerber, gegeneinander an. Gewählt wird dabei nach dem relativen Mehrheitswahlrecht, d. h., der Kandidat mit den meisten Stimmen ist als Wahlkreisabgeordneter gewählt.
Konnte eine Partei mindestens drei Direktmandate gewinnen, so erhielt sie bis 2023 auch dann Mandate gemäß ihrem Zweitstimmenanteil, wenn sie weniger als fünf Prozent der Zweitstimmen gewonnen hatte (Grundmandatsklausel). Dies war zuletzt 2021 der Fall, als Die Linke zwar drei Direktmandate, aber nur 4,9 % der Zweitstimmen erringen konnte. Bei der Bundestagswahl 1953 reichte bereits ein Grundmandat, wodurch die Deutsche Zentrumspartei letztmals im Bundestag vertreten war. Die Gesamtzahl der Mandate, die eine Partei erhält, bestimmt sich nach ihrem Anteil an den Zweitstimmen. Von den ihr nach diesem Anteil zustehenden Mandaten werden die Direktmandate abgezogen, die übrigen werden mit Bewerbern von der Liste besetzt.
Hat eine Partei mehr Direktmandate, als ihr nach Zweitstimmen zustehen, kommt es zu Überhangmandaten. Da es seit 2013 Ausgleichsmandate gibt, vergrößern Überhänge für eine Partei zwar den Bundestag, brachten ihr bis 2020 aber keinen systematischen Vorteil durch einen höheren Mandatsanteil mehr. Seit 2020 werden bis zu drei Überhangmandate nicht ausgeglichen. Scheidet ein Abgeordneter aus dem Bundestag aus, der ein solches nicht ausgeglichenes Überhangmandat besetzt, rückt im Gegensatz zu anderen Fällen kein Listenkandidat nach. Das war 2024 bei Stefan Müller und Andreas Scheuer (beide CSU) der Fall.
Nach den 2023 beschlossenen Änderungen entstehen in der Regel keine Überhangmandate mehr, was dadurch erreicht wird, dass Direktmandate nicht vergeben werden, wenn eine Partei in einem Land zu wenig Hauptstimmen errungen hat. Bei der Wahl 2025 betraf das 23 Wahlkreissieger, sodass lediglich 276 Direktmandate vergeben wurden. Die Vergabe an den Zweitplatzierten wurde von den Koalitionsparteien als „schwer vermittelbarer Verstoß gegen eine zumindest intuitiv einleuchtende Gerechtigkeitsvorstellung“ verworfen. Eine solche Regelung ist zum Beispiel im Bayerischen Landtagswahlsystem vorgesehen, falls eine Partei weniger als 5 % der Stimmen erhält und daher keine Mandate erhält.
Erringt ein Einzelbewerber die relative Mehrheit in einem Wahlkreis, so erhält er auf jeden Fall das Direktmandat (siehe aktuell § 6 Abs. 2 in Verbindung mit § 20 Abs. 3 Bundeswahlgesetz). Das kam nach der ersten Wahl 1949 bisher nicht wieder vor. Vor der Wahlgesetzänderung von 2023 galt das auch für Kandidaten einer Partei, die weder mehr als 5 % der Zweitstimmen noch die Grundmandate erhalten hatte, wodurch nach der Bundestagswahl 2002 die PDS mit zwei Abgeordneten im Bundestag vertreten war.
| Wahl | CDU | CSU | SPD | FDP | BP | DP | Zentrum | PDS/ Die Linke | Bündnis 90/ Grüne | AfD | Unabhängige | Summe |
| ---- | --- | --- | --- | --- | -- | -- | ------- | -------------- | ----------------- | --- | ----------- | ----- |
| 1949 | 91  | 24  | 96  | 12  | 11 | 5  | –       | –              | –                 | –   | 3           | 242   |
| 1953 | 130 | 42  | 45  | 14  | –  | 10 | 1       | –              | –                 | –   | –           | 242   |
| 1957 | 147 | 47  | 46  | 1   | –  | 6  | –       | –              | –                 | –   | –           | 247   |
| 1961 | 114 | 42  | 91  | –   | –  | –  | –       | –              | –                 | –   | –           | 247   |
| 1965 | 118 | 36  | 94  | –   | –  | –  | –       | –              | –                 | –   | –           | 248   |
| 1969 | 87  | 34  | 127 | –   | –  | –  | –       | –              | –                 | –   | –           | 248   |
| 1972 | 65  | 31  | 152 | –   | –  | –  | –       | –              | –                 | –   | –           | 248   |
| 1976 | 94  | 40  | 114 | –   | –  | –  | –       | –              | –                 | –   | –           | 248   |
| 1980 | 81  | 40  | 127 | –   | –  | –  | –       | –              | –                 | –   | –           | 248   |
| 1983 | 136 | 44  | 68  | –   | –  | –  | –       | –              | –                 | –   | –           | 248   |
| 1987 | 124 | 45  | 79  | –   | –  | –  | –       | –              | –                 | –   | –           | 248   |
| 1990 | 192 | 43  | 91  | 1   | –  | –  | –       | 1              | –                 | –   | –           | 328   |
| 1994 | 177 | 44  | 103 | –   | –  | –  | –       | 4              | –                 | –   | –           | 328   |
| 1998 | 74  | 38  | 212 | –   | –  | –  | –       | 4              | –                 | –   | –           | 328   |
| 2002 | 82  | 43  | 171 | –   | –  | –  | –       | 2              | 1                 | –   | –           | 299   |
| 2005 | 106 | 44  | 145 | –   | –  | –  | –       | 3              | 1                 | –   | –           | 299   |
| 2009 | 173 | 45  | 64  | –   | –  | –  | –       | 16             | 1                 | –   | –           | 299   |
| 2013 | 191 | 45  | 58  | –   | –  | –  | –       | 4              | 1                 | –   | –           | 299   |
| 2017 | 185 | 46  | 59  | –   | –  | –  | –       | 5              | 1                 | 3   | –           | 299   |
| 2021 | 98  | 45  | 121 | –   | –  | –  | –       | 3              | 16                | 16  | –           | 299   |
| 2025 | 128 | 44  | 44  | –   | –  | –  | –       | 6              | 12                | 42  | –           | 276   |

### Landtagswahlen
Die Abgeordneten der meisten Landtage werden zu einem Teil direkt in ihrem Wahlkreis und zum anderen Teil über die Wahlliste ihrer Partei gewählt (dabei darf ein Kandidat nur in einem Wahlkreis antreten). Nur in Hamburg, Bremen und im Saarland gibt es keine Einpersonenwahlkreise. Der Anteil der Direktmandate an der Gesamtzahl der Sitze variiert zwischen den verschiedenen Bundesländern. Prinzipiell wird bei der Sitzverteilung ähnlich verfahren. Überall gibt es für Überhangmandate Ausgleichsmandate. In Mecklenburg-Vorpommern, Niedersachsen, Sachsen und Sachsen-Anhalt ist die Zahl der Ausgleichsmandate beschränkt, so dass es zu nicht ausgeglichenen Überhangmandaten kommen kann.
Keine Wahllisten gibt es bei der Wahl zum Landtag von Baden-Württemberg. Hier werden Direktmandate, die in Baden-Württemberg Erstmandate genannt werden, an die Gewinner der jeweiligen Wahlkreise sowie Zweitmandate an die unterlegenen Wahlkreiskandidaten mit den höchsten Stimmenanteilen vergeben.